# Johannes Xaver Goebels
Johannes Xaver Goebels FMS (* 27. August 1896 in Meiderich; † 17. März 1944 im KZ Dachau) war ein deutscher römisch-katholischer Ordensbruder, Maristen-Schulbruder und Märtyrer.

## Leben
Johannes Goebels wuchs in Duisburg als erstes von neun Kindern eines Volksschulrektors auf. 1913 trat er in die Kongregation der Maristen-Schulbrüder ein. Am 15. August 1913 wurde er in Arlon in Belgien eingekleidet und erhielt den Ordensnamen Johannes Xaver (nach dem Missionar Franz Xaver). Der Erste Weltkrieg zwang ihn zum Wechsel in das Kloster Furth. 1918–1922 studierte er am Lehrerseminar in Recklinghausen.
Die Stationen seines pädagogischen Wirkens waren: Sinzig (dort ab 1923 Direktor), Kempten (ab 1928, Direktor), Großes Noviziat in Grugliasco (1930), Traunstein (ab 1930), Karlsrealschule Bad Reichenhall (1933–1937). Wie in Reichenhall wurde Goebels anschließend auch in Innsbruck und Graz durch die Nationalsozialisten vertrieben. Er wich nach St. Gingolph (Schweiz) aus, erkrankte dort an Hirnhautentzündung und ließ sich ab April 1939 in Duisburg erfolgreich behandeln.
Auf Initiative des Pfarrers Bernhard Hürfeld war er ab September 1939 Haupterzieher am Gymnasium Canisianum in Lüdinghausen. Dort wurde er am 16. September 1943 wegen antinationalsozialistischer Beeinflussung der Jugend festgenommen und in das Gefängnis Recklinghausen eingesperrt. Am 6. Februar 1944 wurde er in das KZ Dachau (Häftlingsnummer 63.118) verlegt. Dort erkrankte er wieder an Meningitis und starb am 17. März 1944.

## Gedenken
Die deutsche katholische Kirche hat Johannes Xaver Goebels als Blutzeugen aus der Zeit des Nationalsozialismus in das deutsche Martyrologium des 20. Jahrhunderts aufgenommen. Vor der Maristen-Realschule in Recklinghausen wurde 2019 zu seiner Erinnerung ein Stolperstein verlegt.